# Why’d You Lie to Me
A Why’d You Lie to Me Anastacia amerikai énekesnő dala második, Freak of Nature című stúdióalbumáról, melynek negyedik kislemezeként jelent meg 2002 szeptemberében (harmadik, ha nem számoljuk a Boomot, ami csak az album később megjelenő, Collector’s Edition kiadásának egyes változatain szerepelt). A dal korábban megjelent Anastacia első albumának, a Not That Kindnak amerikai kiadásán.

## Videóklip
A dal videóklipjét Mike Lipscombe rendezésében Los Angelesben forgatták, 2002. július 6–7-én. Ez a klip az első, amelyben Anastacia nem visel szemüveget (megműttette a szemét). A klip szerepel a The Video Collection című DVD-n (2002).
2010 júniusában az énekesnő bejelentette, hogy új klipet forgat ehhez a dalhoz és az I Thought I Told You Thathez (melynek eddig nem volt klipje).

## Számlista
CD maxi kislemez 1 (Egyesült Királyság)
1. Why’d You Lie to Me (Album Version) – 3:43
2. Why’d You Lie to Me (M*A*S*H Master Mix) – 7:03
3. Bad Girls (Live at the Brits 2002 with Jamiroquai) – 4:13
4. Why’d You Lie to Me (videóklip)

CD maxi kislemez 2 (Egyesült Királyság)
1. Why’d You Lie to Me (Album Version) – 3:43
2. Why’d You Lie to Me (Kardinal Beats Mix) – 4:31
3. Boom (Album Version) – 3:18
4. Boom (videóklip)

CD kislemez (Európa)
1. Why’d You Lie to Me (Album Version) – 3:43
2. Why’d You Lie to Me (M*A*S*H Master Mix) – 7:03

CD maxi kislemez (Európa)
1. Why’d You Lie to Me (Album Version) – 3:43
2. Why’d You Lie to Me (M*A*S*H Master Mix) – 7:03
3. Why’d You Lie to Me (M*A*S*H Deep Club) – 8:14
4. Why’d You Lie to Me (Kardinal Beats Mix) – 4:31
5. Why’d You Lie to Me (videóklip)

CD maxi kislemez (Ausztrália)
1. Why’d You Lie to Me (Album Version) – 3:43
2. Why’d You Lie to Me (M*A*S*H Deep Club) – 8:14
3. Why’d You Lie to Me (Kardinal Beats Mix) – 4:31
4. Bad Girls (Live at the Brits 2002 with Jamiroquai) – 4:13

Promóciós 12" kislemez (Egyesült Királyság)
A1. Why’d You Lie to Me (Kardinal Beats Mix) – 4:31
A2. Why’d You Lie to Me (Kardinal Beats Instrumental) – 4:31
B1. Why’d You Lie to Me (Nu Soul DNB Mix) – 6:42

## Helyezések
| Slágerlista (2002)             | Legmagasabb helyezés |
| ------------------------------ | -------------------- |
| Ausztrál kislemezlista         | 66                   |
| Belga kislemezlista (Flandria) | 2                    |
| Belga kislemezlista (Vallónia) | 8                    |
| Brit kislemezlista             | 25                   |
| Finn kislemezlista             | 19                   |
| Holland Top 40                 | 13                   |
| Magyar kislemezlista           | 18                   |
| Német kislemezlista            | 55                   |
| Olasz kislemezlista            | 31                   |
| Osztrák kislemezlista          | 37                   |
| Svájci kislemezlista           | 39                   |
| Svéd kislemezlista             | 25                   |